# Renault USA
Pour les articles homonymes, voir Renault (homonymie) et USA (homonymie).
Renault USA est la marque utilisée par le constructeur automobile français Renault aux États-Unis dans les années 1970, elle fait plus généralement référence à tous les véhicules produits par Renault pour le marché nord-américain. Renault n'a jamais réussi à s'implanter sur ce marché, d'abord du fait de la puissance de l'industrie automobile américaine et d'un positionnement inadéquat en ce qui concerne les modèles proposés, puis à cause de la mauvaise réputation de ses produits en matière de fiabilité.

## Historique

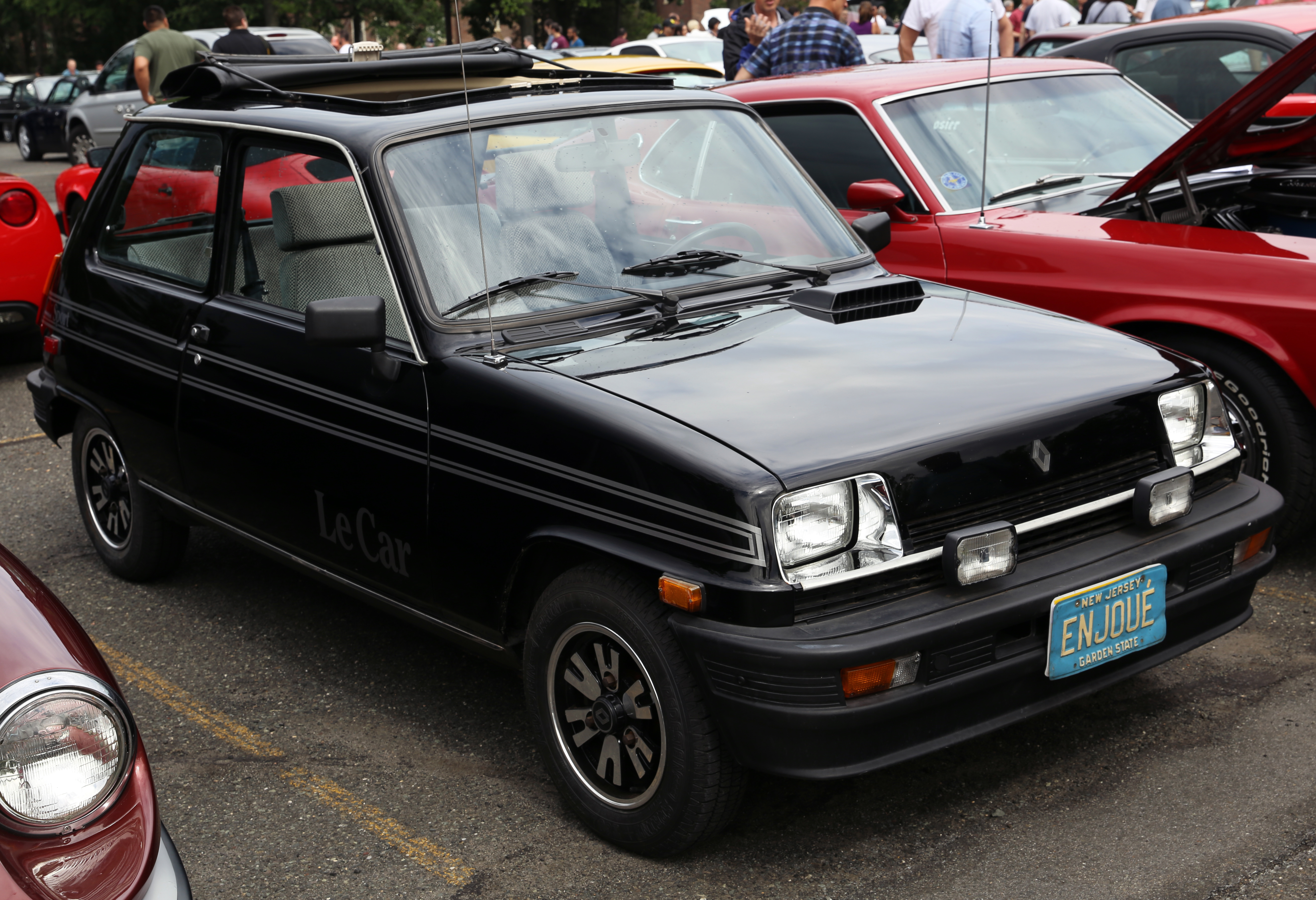
Renault Le Car, version « américanisée » de la Renault 5.

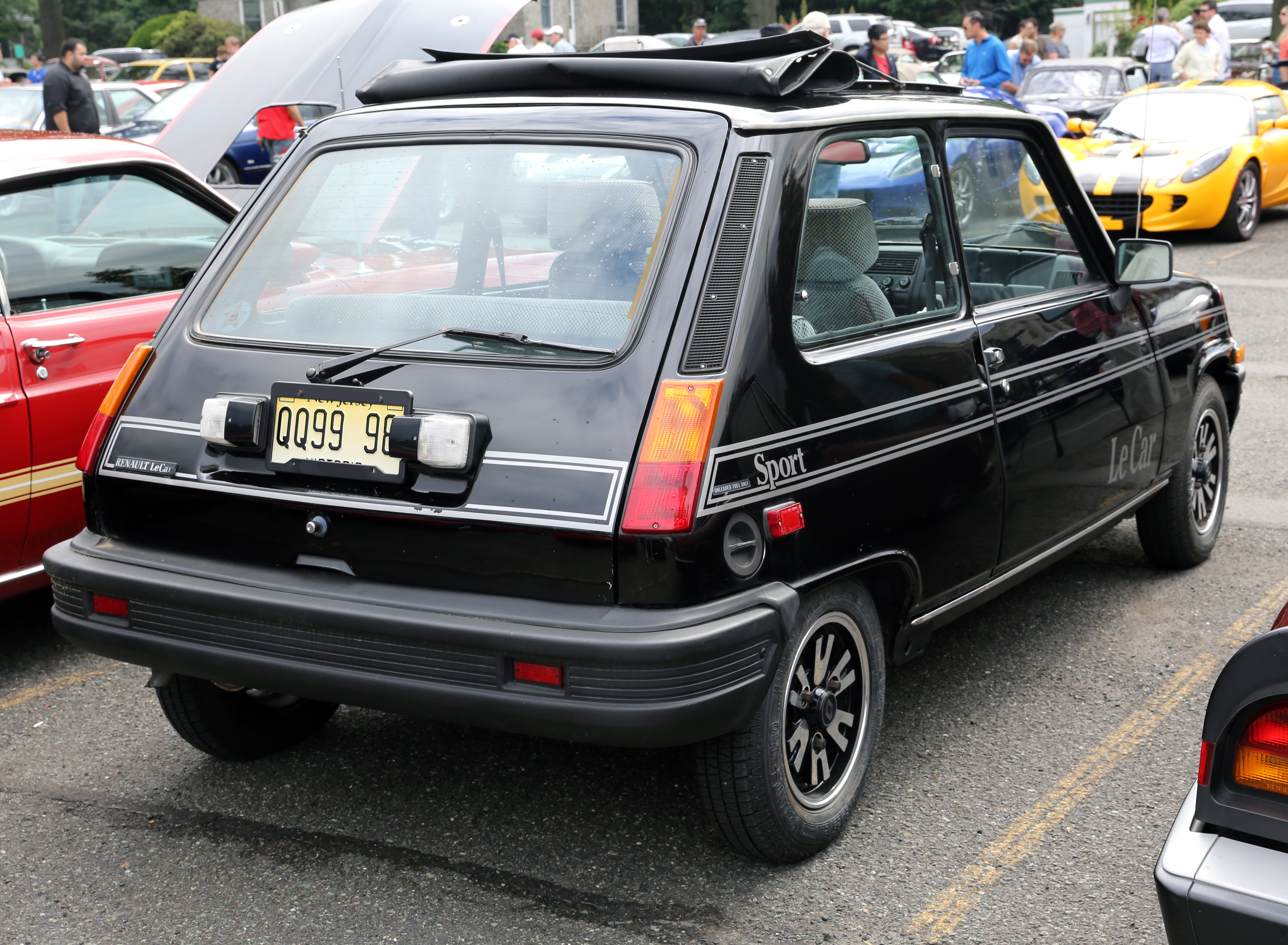

Renault est officiellement présent aux États-Unis à partir de 1906 à travers la Renault Selling Branch. Elle ouvre ses premiers bureaux à New York et Chicago. Les ventes restent relativement faibles, puisque le constructeur ne se focalise alors que sur l'importation de véhicules luxueux. À l'époque, l'image associée aux véhicules de la marque française est excellente, en raison de nombreuses victoires en courses d'endurance, y compris sur le territoire nord-américain. Après la Première Guerre mondiale, la concurrence des marques locales émergentes, comme Cadillac, et le coût élevé des Renault réduisent ce marché considérablement.
Ce n'est qu'après la nationalisation du constructeur après la Seconde Guerre mondiale que les États-Unis, et plus globalement l'Amérique du Nord, seront un enjeu pour Renault.
Le premier « retour » de Renault aux États-Unis se fait à travers Renault of France, la société chargée de la commercialisation au début des années 1950 des premières Renault américanisées. Quelques années auparavant, des importateurs automobiles indépendants, comme Green à New York, acheminaient des Renault 4CV pour tenter une percée sur le marché des petits véhicules économiques de l'après-guerre, à l'image de l'important succès des Volkswagen Coccinelle. À cette époque, les États-Unis sont très largement le premier débouché de Renault à l'international. Par exemple, en 1958, Renault écoule 61 830 véhicules aux États-Unis (pour comparaison, cette année-là la Régie avait écoulé 54 011 véhicules en Europe, France mise à part).
Dans les années 1960, le nom de la société change et devient « Renault Inc. ». La société essaie alors de développer ce marché lucratif en s'appuyant sur sa petite Renault Dauphine (et variante Renault Floride et Caravelle). Le réseau de concessionnaires est limité et la fiabilité du modèle est douteuse. Malgré un bon début, les ventes périclitent et Renault ne réussit pas à s'implanter dans le créneau de la petite voiture.
Au début des années 1970, on change encore de nom pour « Renault USA » et on se relance à l'assaut du marché en prenant une participation dans le constructeur américain American Motors Corporation (AMC) qui est en difficulté. Renault USA fusionne avec AMC en 1980 pour donner naissance à l'ensemble AMC Jeep Renault. Renault remplace graduellement les modèles d'AMC par les siens, mais sous une désignation différente.
Ainsi, l'Alliance est une Renault 9 fabriquée par AMC à Kenosha (Wisconsin). Elle est lancée en grande pompe pour célébrer l'alliance des deux constructeurs et sera élue 1983 Car of the Year par le fameux magazine automobile américain Motor Trend. L’Alliance se vend assez bien grâce à cette publicité et la Encore, une Renault 11, est introduite pour capitaliser sur ce succès. Suivront plusieurs modèles dont la Renault 18i et la Renault Fuego.
Cependant, bien qu'ayant de grandes qualités, ces modèles souffrent d'une médiocre fiabilité de leurs composants. Les ventes péricliteront rapidement. Renault est en crise financière au même moment et devra céder ses parts de AMC Jeep Renault à Chrysler, en 1987, faute de moyens suffisants pour redresser ses activités outre-atlantique.

## Modèle vendus

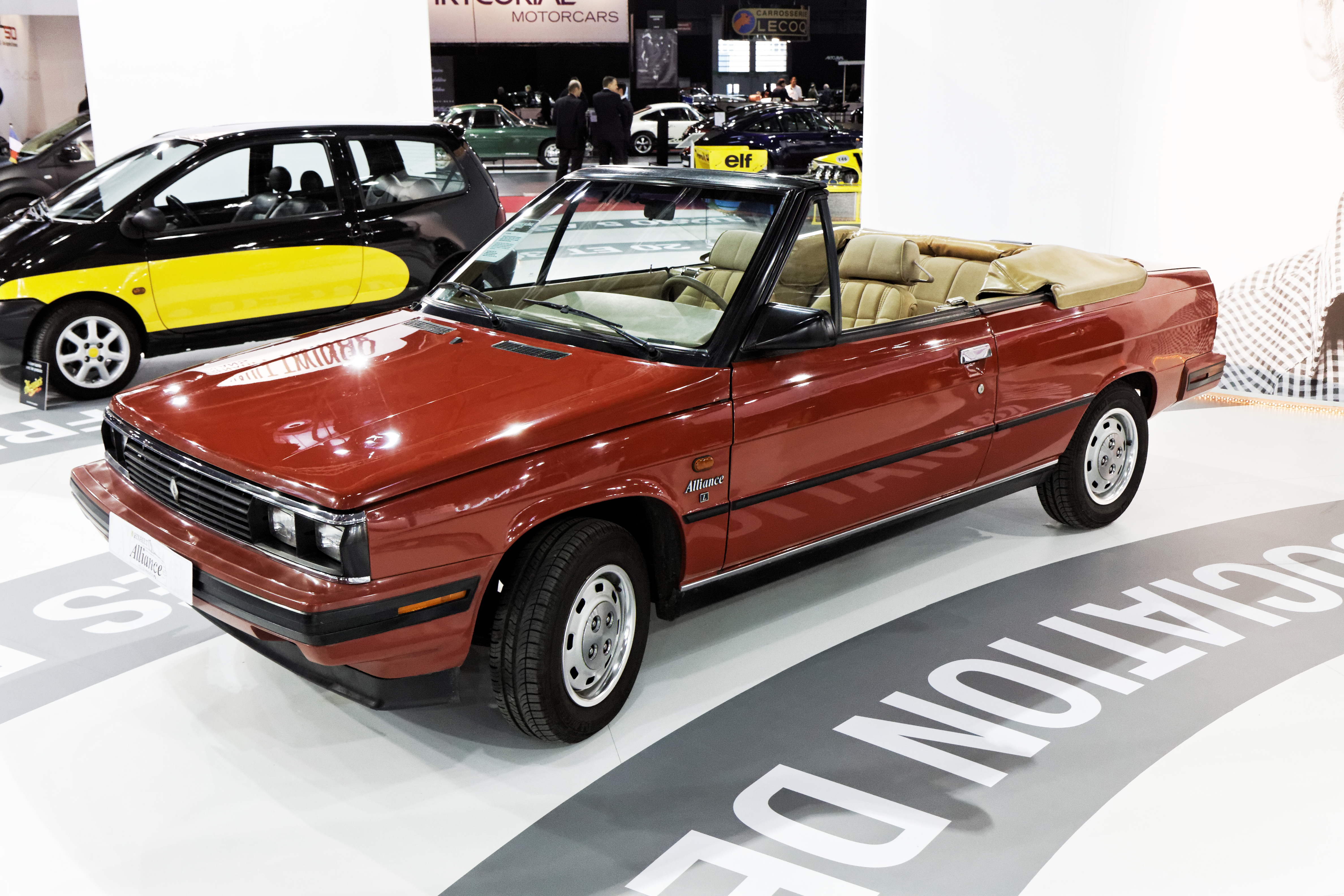
Renault Alliance cabriolet (1987)

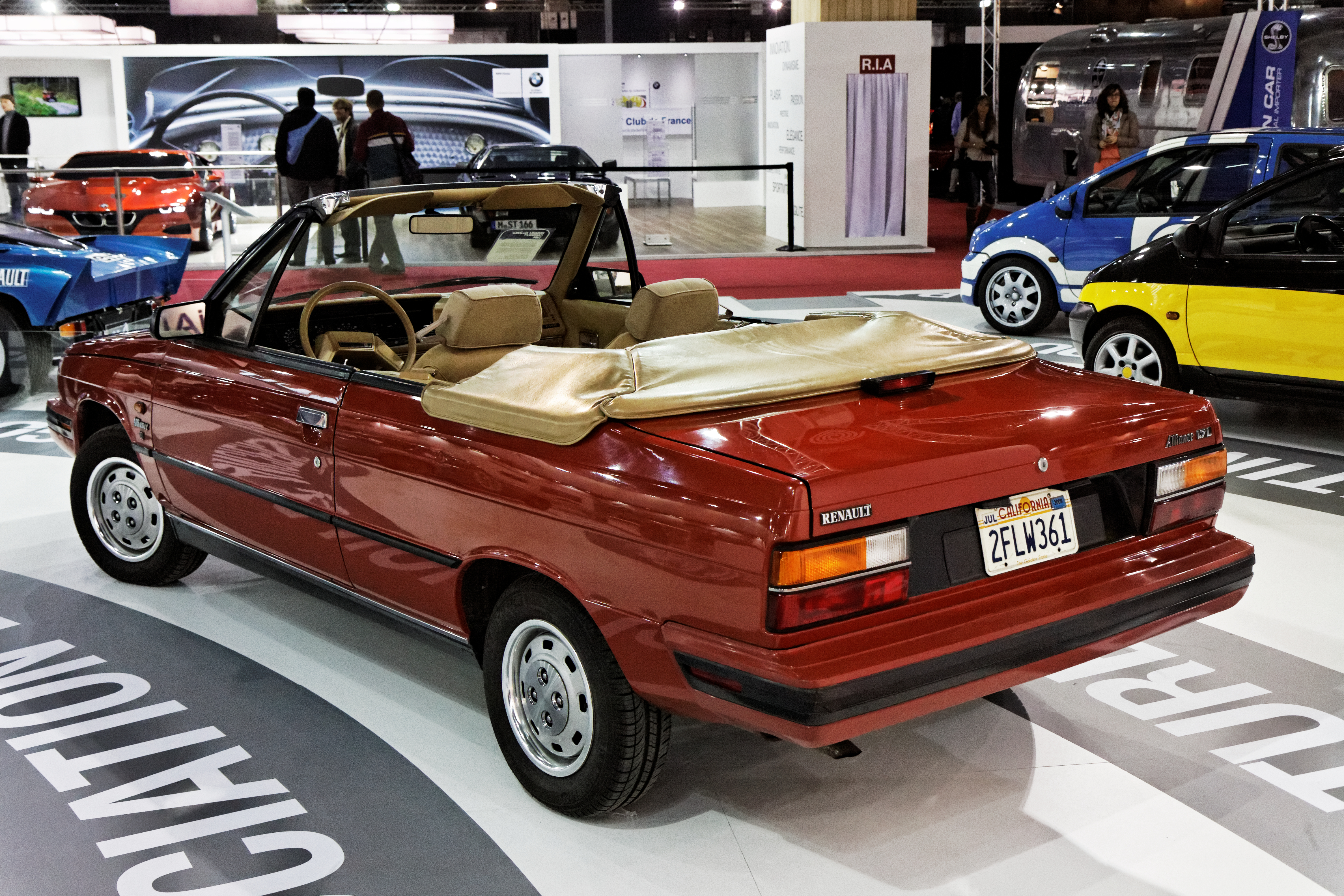

### Fabriqués sur place
- Renault Alliance
- Renault Encore
- Renault Premier

### Importations
- Renault 4CV
- Renault Dauphine
- Renault Floride et Caravelle
- Renault Frégate
- Renault Hi-Boy & Petit Panel
- Renault Le Car
- Renault 8
- Renault 10
- Renault 12
- Renault 15
- Renault 16
- Renault 17
- Renault 18
- Renault Fuego
- Renault Medallion